# Schinus kauselii
Schinus kauselii là một loài thực vật có hoa trong họ Đào lộn hột. Loài này được F.A. Barkley miêu tả khoa học đầu tiên năm 1957.